# Pesztravkai járás

A Pesztravkai járás a Szamarai területen

A Pesztravkai járás (oroszul Пестравский район) Oroszország egyik járása a Szamarai területen. Székhelye Pesztravka.

## Népesség
- 1989-ben 18 815 lakosa volt.
- 2002-ben 18 340 lakosa volt, melynek 86,66%-a orosz.
- 2010-ben 17 779 lakosa volt, melynek 87,7%-a orosz, 3%-a kazah, 2,6%-a csuvas, 1,5%-a örmény, 1,3%-a mordvin.